# Aldo Costa
Aldo Costa, né le 5 juin 1961 à Parme, est un ancien dirigeant de la Scuderia Ferrari. Il y a occupé le poste de directeur technique de novembre 2007 à mai 2011.

## Biographie
Après avoir obtenu un diplôme d'ingénieur en mécanique à l'université de Bologne, il a commencé sa carrière en Formule 1 en tant que concepteur en chef chez Minardi en 1988. Au sein de l'équipe de Faenza, Costa a occupé différents postes : ingénieur chargé des calculs structurels jusqu'en 1989, chef du projet voiture jusqu'en 1991 et directeur technique.
Il a rejoint Ferrari en 1995 et sa première mission a été de développer le design de la version GT-Le Mans de la Ferrari F50. En 1996, il devient responsable de la conception des châssis au sein du département Gestione Sportiva et en 1998, il est nommé assistant du designer en chef Rory Byrne, auquel il succède en 2004. En 2006, il a été nommé à la tête du département des châssis. Le 1er janvier 2008, il est devenu le nouveau directeur technique de l'usine de Maranello : il a occupé ce poste jusqu'au 24 mai 2011. En 2011, à la suite de négociations avec le groupe Ferrari, l'ingénieur Costa a quitté l'équipe.
Le 30 septembre 2011, l'équipe Mercedes GP a annoncé l'arrivée de Costa en tant que directeur de l'ingénierie et responsable de la conception et du développement. Il a été directeur technique par intérim de Mercedes de janvier à mars 2017, mois au cours duquel James Allison l'a remplacé.
En juillet 2018, Mercedes a annoncé que Costa quitterait son poste à la fin de la saison. Cependant, Costa reste attaché à l'équipe à titre consultatif.
Le 6 septembre 2019, son passage chez Dallara a été officialisé. L'ingénieur de Parme quitte Mercedes à la fin du mois de septembre 2019 pour reprendre le rôle de Gian Paolo Dallara en tant que directeur technique de l'entreprise basée à Varano à partir de janvier 2020.

## Distinction
Officier de l'Ordre du Mérite de la République italienne le 22 octobre 2002